# Битка при Маратон
Битката при Маратон (на гръцки: Μάχη τοῦ Μαραθῶνος; на латински: Marathon) е сражение между атинската войска и войската на персийския цар Дарий I на 12 септември 490 г. пр.н.е. близо до гръцкото селище Маратон. Тя е важен епизод от Гръко-персийските войни и завършва с победа на гърците.
Сражението започва след нахлуването на Дарий I с 600 кораба на Балканския полуостров в залива на Маратон. Негов пълководец e Датис. Персийският цар има войска от 20 000 – 100 000 пехотинци и 1000 конници (по древни описания 600 кораба, 200 000 – 600 000 пехотинци и 10 000 конници).
Атинската войска от 9000 – 10 000 души се ръководи от главния стратег Милтиад Млади. Архонтът полемарх Калимах ръководи дясното крило на войската. Съюзническият град Платея (в Беотия) изпраща 1000 тежковъоръжени пехотинци в помощ на Атина.
Според Херодот са убити 192 атиняни, 11 платейци и 6400 перси, като 7 персийски кораба са разрушени.